# Pheidole pilifera
Pheidole pilifera is een mierensoort uit de onderfamilie van de Myrmicinae. De wetenschappelijke naam van de soort is, als Leptothorax pilifer, voor het eerst geldig gepubliceerd in 1863 door Roger.